# Sam Vokes
Samuel Michael "Sam" Vokes (Southampton, 21 de outubro de 1989) é um futebolista galês nascido na Inglaterra. Atualmente defende o Gillingham que disputa a League Two.

## Carreira
Vokes fez parte do elenco da Seleção Galesa de Futebol da Eurocopa de 2016.